# José Sánchez Barquero
José Alfredo Sánchez Barquero (San José, 20 de mayo de 1987) es un exfutbolista costarricense que jugó como mediocampista y su último equipo fue la Asociación Deportiva Sarchí.

## Trayectoria
Inició su carrera con el renombrado Deportivo Dinamo de Barrio San Jose bajo la tutela de Oscar Guadamuz de donde pasó a  la Asociación Deportiva Filial Club UCR en la Segunda División de Costa Rica. Lograría con el club universitario el ascenso a la Primera División de Costa Rica en la temporada 2006–2007. Su debut en la máxima categoría lo haría el 5 de agosto de 2007, en un encuentro ante la Asociación Deportiva Carmelita. Posteriormente se vincularía al Club Sport Herediano en el 2008, club con el que militaría hasta el 2011, donde pasaría al Club Sport Cartaginés. En el 2012 regresaría al Club Sport Herediano, donde sigue desempeñando su carrera hasta la actualidad. Con los florensese se proclamaría campeón del Verano 2013, Verano 2015 y Verano 2017, donde además también ha obtenido los subcampeonatos del Invierno 2010, Invierno 2011, Invierno 2012, Invierno 2013 e Invierno 2014.
A niveles de selecciones nacionales debutó el 13 de octubre de 2010 en un encuentro amistoso ante la Selección de fútbol de El Salvador. También participó en la Copa Centroamericana 2014. Acumula un total de 1 participación clase A, donde registra una anotación.

### Goles internacionales
| Gol | Fecha                 | Sede                                                  | Oponente    | Marcador | Resultado | Competencia |
| --- | --------------------- | ----------------------------------------------------- | ----------- | -------- | --------- | ----------- |
| 1.  | 13 de octubre de 2010 | Estadio Carlos Ugalde Álvarez, San Carlos, Costa Rica | El Salvador | 1 - 0    | 2 – 1     | Amistoso    |

## Clubes
| Club                                 | País       | Año         |
| ------------------------------------ | ---------- | ----------- |
| Asociación Deportiva Filial Club UCR | Costa Rica | 2007        |
| Club Sport Herediano                 | Costa Rica | 2008 - 2011 |
| Club Sport Cartaginés                | Costa Rica | 2011 - 2012 |
| Club Sport Herediano                 | Costa Rica | 2012 - 2013 |
| Municipal Pérez Zeledón (préstamo)   | Costa Rica | 2014        |
| Club Sport Herediano                 | Costa Rica | 2014 - 2018 |
| Deportivo Guastatoya                 | Guatemala  | 2018        |
| Municipal Pérez Zeledón              | Costa Rica | 2019 - 2020 |
| Deportivo Malacateco                 | Guatemala  | 2020        |
| Club Social y Deportivo Sacachispas  | Guatemala  | 2021        |
| Asociación Deportiva Guanacasteca    | Costa Rica | 2021        |
| Club Social y Deportivo Sacachispas  | Guatemala  | 2022        |
| Asociación Deportiva Sarchí          | Costa Rica | 2023 - 2024 |

## Palmarés
| Título                     | Club                 | Año         |
| -------------------------- | -------------------- | ----------- |
| Segunda División           | UCR                  | 2007        |
| Primera División           | Club Sport Herediano | Verano 2013 |
| Primera División           | Club Sport Herediano | Verano 2015 |
| Primera División           | Club Sport Herediano | Verano 2016 |
| Primera División           | Club Sport Herediano | Verano 2017 |
| Copa Centroamericana Uncaf | Costa Rica           | 2014        |